# Калиновка (Нежинский район)
Калиновка (укр. Калинівка) — село в Нежинском районе Черниговской области Украины. Население 52 человека. Занимает площадь 0,24 км².
Код КОАТУУ: 7423381202. Почтовый индекс: 16661. Телефонный код: +380 4631.

## Власть
Орган местного самоуправления — Великодорожский сельский совет. Почтовый адрес: 16661, Черниговская обл., Нежинский р-н, с. Великая Дорога, ул. Почеконская, 65.